# Fun to the World
Fun to the World (с англ. — «Веселье для всего мира») — четвёртый мини-альбом южнокорейской гёрл-группы Momoland. Был выпущен 26 июня 2018 года лейблом MLD Entertainment и был распространён компанией Loen Entertainment. Альбом содержит пять треков, включая ведущий сингл «Baam»
а также его инструментальную версию.

## Релиз
Альбом был выпущен 26 июня 2018 года через несколько музыкальных порталов, включая MelOn и iTunes.

## Коммерческий успех
Альбом дебютировал и достиг 6-го места в чарте альбомов Gaon за неделю 30 июня 2018 года.
Альбом стал 20-м самым продаваемым альбомом за июнь 2018 года с 9 347 проданными физическими копиями. По состоянию на август 2018 года было продано более 14,498 копий.

## Трек-лист
| №  | Название                | Текст песни                 | Музыка                      | Arrangement      | Длительность |
| -- | ----------------------- | --------------------------- | --------------------------- | ---------------- | ------------ |
| 1. | «Baam»                  | Shinsadong Tiger Bums Nangi | Shinsadong Tiger Bums Nangi | Shinsadong Tiger | 3:28         |
| 2. | «Very Very» (베리베리)  | Pinkmoon                    | Pinkmoon                    | Pinkmoon         | 3:22         |
| 3. | «Bingo Game» (빙고게임) | Monster Factory             | Stainboys                   | Stainboys        | 3:22         |
| 4. | «Only One You»          | Monster Factory             | Monster Factory             | Monster Factory  | 3:54         |
| 5. | «Baam» (instrumental)   |                             | Shinsadong Tiger Bums Nangi | Shinsadong Tiger | 3:28         |

## Чарты
| Чарты (2018)            | Пиковые позиции |
| ----------------------- | --------------- |
| Республика Корея (Gaon) | 6               |